# TBWA
La TBWA (sigla di Tragos Bonnage Wiesendanger Ajroldi) è una tra le agenzie pubblicitarie più importanti del mondo. È stata fondata nel 1970, a Parigi, da William G. Tragos, Claude Bonnange, Uli Wiesendanger e Paolo Ajroldi. Dal 1993 fa parte della multinazionale Omnicom Group Inc.

## Storia

### Gli anni di Bill Tragos
La TBWA nasce negli anni settanta su iniziativa di quattro pubblicitari, già colleghi presso le filiali francesi della Young & Rubicam: lo statunitense di origini greche William G. Tragos, che all'epoca era manager generale dell'ufficio parigino della Y&R; il francese Claude Bonnange, esperto di ricerche di marketing; lo svizzero Uli Wiesendanger, direttore creativo; l'italiano Paolo Ajroldi, account executive.
Alla base vi era l'auspicio da parte dei fondatori che sia la loro differente origine nazionale e culturale, sia la loro formazione professionale avvenuta in giro per il mondo, potessero essere preziose per la nascita della prima agenzia della storia "veramente" internazionale.
In effetti durante il secondo dopoguerra, nonostante il significativo sviluppo del mercato su scala mondiale, le agenzie pubblicitarie europee non erano state in grado di andare di pari passo e di travalicare i confini del vecchio continente.
E ciò era dovuto: da un lato al fatto che spesso i contratti con le aziende erano troppo modesti per giustificare l'apertura di uffici oltre oceano; dall'altro al fatto che, sia per motivi culturali sia per motivi linguistici, non di rado le agenzie europee erano assai legate ai mercati locali.
Le agenzie statunitensi, al confronto, avevano avuto condizioni di gran lunga più propizie, perché all'atto pratico si erano limitate a seguire lo sviluppo multinazionale dei propri clienti (basti pensare alla Coca Cola, alla Ford, o alla Procter & Gamble, solo per citare alcuni dei nomi più noti). Una volta sbarcate in Europa avevano poi provveduto a radicarsi sul territorio, ma con l'accortezza di non prendere nuovi clienti che fossero in qualche modo in conflitto con quelli che già avevano dalla madre patria. Perché in ogni caso per le grandi agenzie americane il mercato delle loro filiali europee rimaneva quasi sempre una questione secondaria.
Nell'esplicito intento di creare un network, la TBWA inizia quindi la propria espansione già a partire dall'anno successivo a quello della propria fondazione: il primo ufficio è quello di Milano, aperto nel 1971. E, con cadenza annuale, segue l'inaugurazione degli uffici di Francoforte, Londra, Madrid e Bruxelles, sebbene tale ascesa non sia affatto agevole.

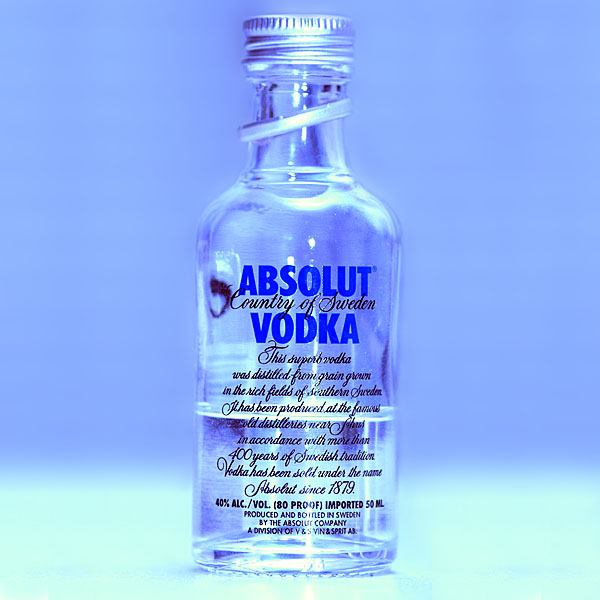
La Absolut vodka è uno dei clienti storici della TBWA. Il primo annuncio, firmato da Geoff Haynes e Graham Turner (1981), è considerato da Advertising Age uno tra i più importanti della storia della pubblicità del XX secolo.

Nel 1977 Bill Tragos lascia la Francia per quello che è il primo ufficio europeo della storia della pubblicità ad aprire negli Stati Uniti: l'operazione avviene tramite l'acquisizione della piccola agenzia newyorkese fondata da Richard Costello. Quest'ultimo avrà poi all'interno della TBWA un ruolo di rilievo. I primi clienti della nuova divisione sono per la maggior parte piccole ditte europee alle prese col mercato americano, come l'acqua Evian o le Fromageries Bel.
Ma in particolare la TBWA ottiene un contratto per reclamizzare quella che all'epoca era una sconosciuta marca svedese di vodka e che col tempo diventerà uno dei suoi principali clienti: la Absolut.
L'idea per il primo annuncio della Absolut vodka viene sviluppata dall'art director Geoff Hayes e dal copywriter Graham Turner che, giocando sul nome e sulla semplicità del packaging, decidono di dotare la bottiglia di un'aureola e un paio d'ali d'angelo e di coniare lo slogan «Perfezione assoluta». Nel corso degli anni ottanta le pubblicità dedicate a questa bevanda alcolica faranno vincere all'agenzia di Bill Tragos numerosi premi, e contribuiranno a far diventare la Absolut l'azienda leader tra le vodka d'importazione e a far conquistare il 58% del mercato statunitense.
Nel 1981 la TBWA apre un ufficio nei Paesi Bassi, ad Amsterdam, mentre nel 1983 ne apre un secondo negli Stati Uniti, a St. Louis (città natale di Bill Tragos). Durante la metà degli anni ottanta, anche grazie al buon momento per l'economia mondiale, la TBWA aumenta rapidamente il proprio fatturato. Tuttavia è soprattutto per merito degli uffici non-americani che il network riesce a crescere: significativo è il lavoro svolto dalla filiale di Milano, che nel 1985 firma un contratto con la casa automobilistica spagnola SEAT.
A partire dal 1986 la TBWA inizia ad aprire uffici in Germania, in particolare a Düsseldorf e ad Amburgo. Vince l'account per reclamizzare la Ralston Purina in Gran Bretagna e i prodotti della Henkel in Spagna.
Avvia un programma di affiliazione con altre agenzie, ed inizia a valutare l'ipotesi di espandere il proprio mercato, fino allora limitato ad Europa ed America settentrionale, verso oriente. Tuttavia, eccezion fatta per una collaborazione con l'agenzia giapponese K&L per reclamizzare le macchine fotografiche Nikon in Europa, l'operazione non va in porto.
Nel 1987 la TBWA riesce comunque a far crescere il proprio fatturato, conquistando la ventunesima posizione della classifica mondiale dedicata alle agenzie di pubblicità.
In particolare il natale del 1987 è quello della trovata del "carillon" nascosto tra le pagine del New York e del New Yorker per reclamizzare l'Absolut vodka: quando un lettore arrivava all'annuncio pubblicitario della bevanda alcolica si avviava automaticamente un microchip che riproduceva una melodia natalizia.
Altre pubblicità importanti di questo periodo, sempre per la Absolut, ma relativamente più tradizionali, sono quelle della serie dedicata alle città americane: Absolut San Francisco, Absolut Manhattan, Absolut Chicago e Absolut L.A. realizzate giocando sull'iconografia di ciascun luogo. Oppure quelle che invitavano artisti come Andy Warhol, Jean-Michel Basquiat, Keith Haring o Kenny Scharf a dare una personale interpretazione della bottiglia di vodka svedese.
Nel 1988 la TBWA inizia a mandare in onda negli Stati Uniti una serie di spot televisivi che resterà tra le più note dell'intera produzione dell'agenzia: quella per la linea di snack Eagle della Anheuser-Busch, con la "strana coppia" di attori Tony Randall e Jack Klugman in qualità di testimonial.
Più in generale, tuttavia, il 1988 è un anno di importanti trasformazioni.
In giugno la filiale di St. Louis nel Missouri acquisisce una delle più importanti agenzie pubblicitarie della città, la BFV&L advertising. L'obiettivo è quello di diventare la seconda agenzia della zona (al primo posto c'è la D'Arcy Masius Benton & Bowles).
Al contempo la filiale di New York conquista nuovi clienti come l'acqua minerale Saratoga, le camicie Hathaway, una parte dei profumi prodotti dalla Avon Products, l'unità di comunicazione commerciale della Western Union, la rivista The Atlantic, e la People's United Bank di Bridgeport.
Sul piano internazionale la TBWA perde l'importante contratto con la SEAT. Riesce però a mantenere quelli con Air Plus Comet, Barilla e Bull Computers. In molti casi i clienti si servono dell'agenzia per reclamizzare i propri prodotti in locazioni multiple.
Segue infine l'apertura di nuovi uffici a Barcellona e a Padova.

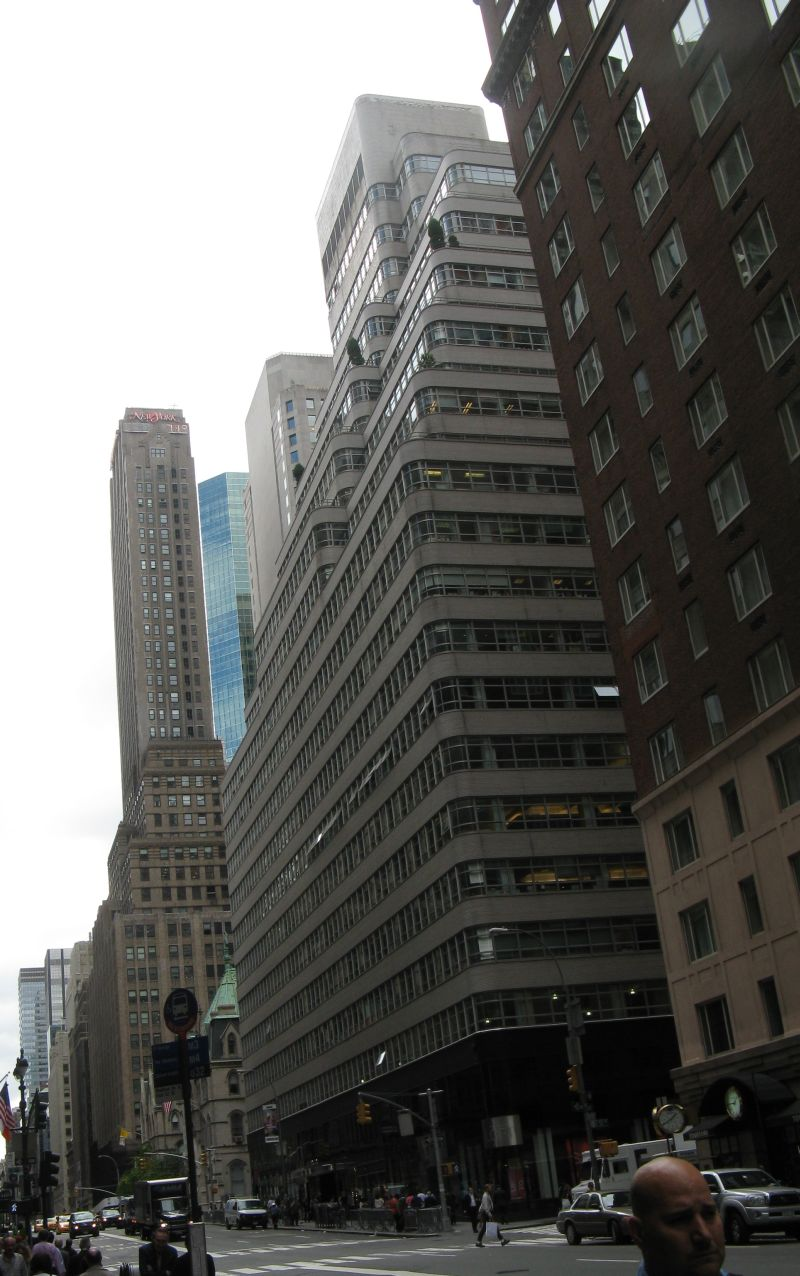
Madison Avenue, città di New York: la sede della TBWA\Worldwide.

Durante l'aprile del 1989 la TBWA è impegnata sul fronte finanziario europeo, dove tenta di conquistare una quota dell'agenzia britannica Boase Massimi Pollitt per rafforzare la propria presenza nel Regno Unito, ma senza successo.
Altro tentativo fallito di espandersi sul territorio britannico è quello che vede la mancata acquisizione dell'inglese Robert Jenkins Advertising, da lì a pochi mesi.
Sul fronte finanziario statunitense, invece, le operazioni sono relativamente più agevoli: nell'agosto del 1989 la TBWA acquisisce un'altra agenzia di St. Louis: la Kerlick, Switzer & Johnson, creando così la TBWA Kerlick & Switzer.
Nel dicembre acquisisce inoltre la Posey, Quest, Genova. Si tratta di una piccola agenzia del Connecticut, di Greenwich per l'esattezza, che però porta in dote un contratto con la crema Nivea della Beiersdorf.
A cavallo tra la fine del 1989 e l'inizio del 1990 la TBWA crea alcuni sodalizi: con l'agenzia statunitense Graf Bertel Dominique/New York, per gestire il budget di clienti come la Steuben Glass Works, e con la giapponese Hakuhodo. In particolare la collaborazione col gigante di Tokyo permette da un lato – finalmente – un'espansione verso oriente, e dall'altro di conquistare clienti come la Nissan e la NEC Technologies.
TBWA e Hakuhodo apriranno insieme anche un ufficio nei Paesi Bassi (TBWA-NETHwork).
Nell'aprile del 1990 muore, per attacco cardiaco, uno dei fondatori dell'agenzia: Paolo Ajroldi.
E, per ironia della sorte, questo è anche l'anno in cui la TBWA raggiunge la posizione più alta della propria storia nella classifica mondiale delle agenzie pubblicitarie. Inoltre la rivista Adweek l'annovera tra le migliori agenzie statunitensi.
Ma un po' tutta la prima metà degli anni novanta è caratterizzata da risultati alterni: se da un lato non riesce a vincere gli account di Nikon e Benson & Hedges, dall'altro la TBWA conquista clienti come Air France, Philip Morris, e il Woolite della Reckitt Benckiser.
Nel contesto di questo andamento, a maggior ragione risulta importante il contratto che la TBWA firma col Club Med nel 1991, e non tanto per il compenso quanto piuttosto per la prestigiosità del marchio. Importanti sono, inoltre, i contratti firmati con la squadra di baseball New York Mets e con le gelaterie Carvel.
Sempre negli Stati Uniti, e sempre nel 1991, la TBWA crea due sussidiarie in grado di gestire rispettivamente promozioni e direct marketing. Viene rafforzata poi la partnership con la Hakuhodo, e viene aperto un ufficio a Seul.
Eppure, nonostante la crescita costante dell'agenzia e la forte personalità di Bill Tragos, il profilo della TBWA nel contesto di Madison Avenue rimane relativamente sfuocato. Secondo alcuni il successo ottenuto grazie alle campagne pubblicitarie per la Absolut vodka avrebbe teso a mettere in ombra il resto dell'operato. Secondo altri quello della Absolut non sarebbe altro che un caso fortunato e difficilmente ripetibile. Secondo altri ancora la TBWA è un'agenzia essenzialmente specializzata in annunci pubblicitari sulla carta stampata.
A incidere su questo quadro c'è anche il fatto che la notorietà dell'agenzia sul territorio americano è fortemente condizionata dalla tipologia delle campagne pubblicitarie realizzate, che non sempre hanno lo scopo di raggiungere una diffusione globale: è il caso ad esempio del caffè Chock full o'Nuts o della Southern New England Telephone le cui pubblicità ebbero un ottimo successo ma di fatto andarono on air solo nel Northeast degli Stati Uniti.
Si tratta in sostanza di un'agenzia che agisce di solito su scala locale, e per questo con un operato più difficile da valutare rispetto ad agenzie che agiscono su scala nazionale.

### Gli anni di Jean-Marie Dru
Il relativo successo ottenuto dalla TBWA in vent'anni di lavoro desta, ad un certo punto, l'interesse del gruppo Omnicom.
Da un lato l'Omnicom è consapevole che, per rafforzarsi ulteriormente sul territorio statunitense, penetrare realmente in quello asiatico ed espandersi su quello latino americano, la TBWA ha bisogno di fondi aggiuntivi. Propone di conseguenza un'offerta vantaggiosa.
Dall'altro lato la TBWA, rispetto ad altre soluzioni strategiche prese in esame all'epoca, protende verso l'Omnicom perché si sente più vicina alla linea creativa delle altre agenzie del gruppo (DDB e BBDO). E perché spera di mantenere una certa indipendenza.
Nel marzo del 1993 la TBWA diventa così la terza colonna della multinazionale Omnicom.
Ma la vita all'interno del nuovo conglomerato si rivela tutt'altro che facile.
Nel 1995 l'Omnicom acquisisce l'agenzia pubblicitaria losangelina Chiat\Day, famosa per annoverare tra le proprie file Lee Clow e per aver lanciato l'Apple Macintosh, e decide di fonderla con la TBWA.
Questa operazione si rivelerà più complicata del previsto (soprattutto sul fronte londinese), e alla fine solo gli uffici americani prenderanno la denominazione di TBWA\Chiat\Day.
Nel 1998 l'Omnicom acquisisce l'anglo-francese GGT BDDP, e anche questa viene fusa con la TBWA. Ma più che altro sale a capo del risultante network Jean-Marie Dru.
Dru è uno dei fondatori della BDDP, e alla base della sua filosofia pubblicitaria vi è l'unique selling proposition (USP) della rottura ossia una tecnica di marketing che ha come obiettivo quello di forzare una marca al di là della sua "zona di comfort". Si tratta in sostanza di rimettere in discussione un eventuale status quo raggiunto, di rompere le regole. Per usare le parole dello stesso Dru: «le marche che non s'innovano iniziano a deteriorarsi», «il nostro lavoro consiste nell'aiutarle a cambiare».
Egli formula il concetto di rottura ai tempi degli esordi della BDDP, con la convinzione che si doveva offrire qualcosa di più ad un cliente che non una mera promessa di "creatività" per riuscire a far distinguere un prodotto da un altro. Di fatto si occupa di "casi disperati" proponendo come cura la reinvenzione, la rottura col passato («dacci la tua marca se è nei pasticci, e noi la faremo svoltare»).
Dru metterà da parte col tempo la sua filosofia della rottura, e addirittura la dichiarerà defunta al momento della fusione della TBWA («è assai difficile imporre la cultura di un'agenzia ad un'altra, specie se sei quella che è stata comprata»).
Ma la teoria della rottura riprende vigore quando egli inizia a collaborare con John Hunt, creativo della filiale sudafricana della TBWA. Istituisce allora i cosiddetti "Giorni della rottura" (che in inglese hanno il titolo un po' più elegante di "Disruption Days"): sedute di brainstorming durante le quali i clienti vengono sfidati ad analizzare i valori dei propri marchi e a identificare quelli antiquati o convenzionali, e che potrebbero essere rotti con successo.
Secondo Dru, anche nel caso in cui queste sedute non generano "nuove grandi idee", rendono comunque un cliente più recettivo nei confronti dell'innovazione, ossia verso quelle idee creative (proposte dall'agenzia) che costituiscono la reale opportunità di cambiamento.
E se da un lato Dru riconosce che l'idea della rottura è alquanto semplice, dall'altro sottolinea che l'abilità consiste nel mettere in pratica efficacemente tale idea: un conto è identificare gli elementi da cambiare, un conto è scegliere quello giusto su cui puntare tutto.
Vari "Giorni della rottura" vengono organizzati nelle filiali della TBWA sparse per il mondo, e progressivamente la filosofia entra a far parte dello stile dell'agenzia.
Un esempio emblematico di processo di rottura applicato alla pubblicità reale è quello della Apple. Nel 1997 l'azienda di Cupertino era in condizioni non certo floride: dopo la dipartita di Steve Jobs avvenuta nel 1985 aveva cambiato vari dirigenti e varie agenzie pubblicitarie, ma il bilancio era comunque in perdita, ed in più il marchio aveva smarrito il proprio senso d'identità.
Col celebre spot del 1984 diretto da Ridley Scott (una atleta lancia un martello contro l'onnipresente Grande Fratello che, secondo il distopico romanzo scritto da George Orwell nel 1948, avrebbe dovuto comandare il mondo proprio nel 1984, e ne manda in frantumi il monitor) la Chiat\Day aveva presentato il Macintosh come "la macchina in grado di liberare l'uomo dalla macchina". Ma col rapido sviluppo di home e personal computer questo tipo di posizionamento "diffidente" o "ansiogeno" era diventato obsoleto.
Quando nel 1997 Steve Jobs fa ritorno alla Apple riprende i contatti con la sua storica agenzia che nel frattempo è diventata TBWA\Chiat\Day ed esige un nuovo tipo di approccio. Ecco allora che il Macintosh diventa la macchina «dei folli, degli anticonformisti, dei ribelli, dei piantagrane e di tutti coloro che vedono le cose in modo diverso» e viene coniato lo slogan «Think different.» (di Bernbachiana memoria).
La rottura diventa, così, l'elemento utilizzato dalla TBWA per rendersi concorrenziale rispetto alle altre agenzie di fronte al cliente. E sono molti i prodotti reclamizzati durante gli anni a venire che impiegano questo criterio. Emblematici sono i casi della PlayStation, della Taco Bell e della Nissan.

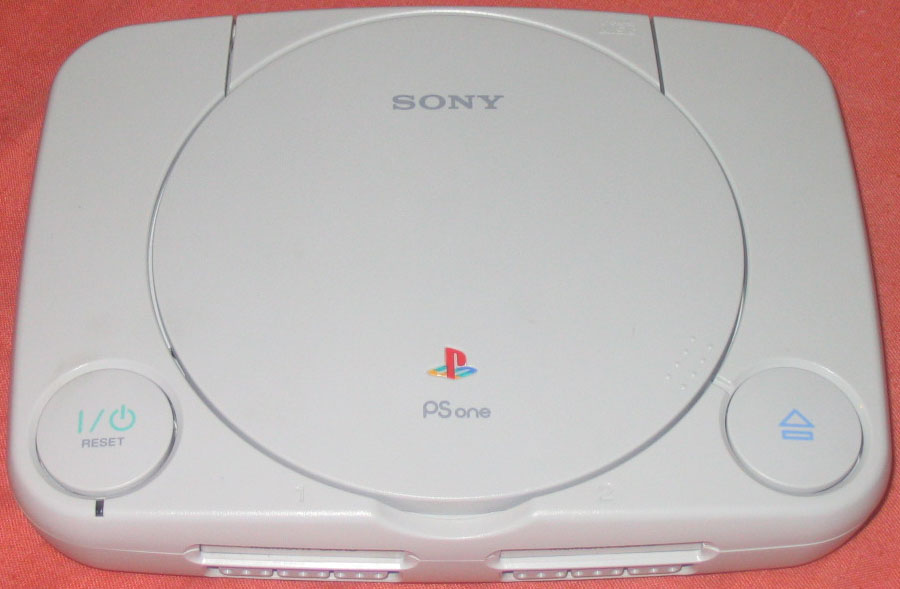
La console per videogiochi Sony PlayStation è stata lanciata sul mercato nel 1996 con una campagna pubblicitaria curata dalla TBWA.

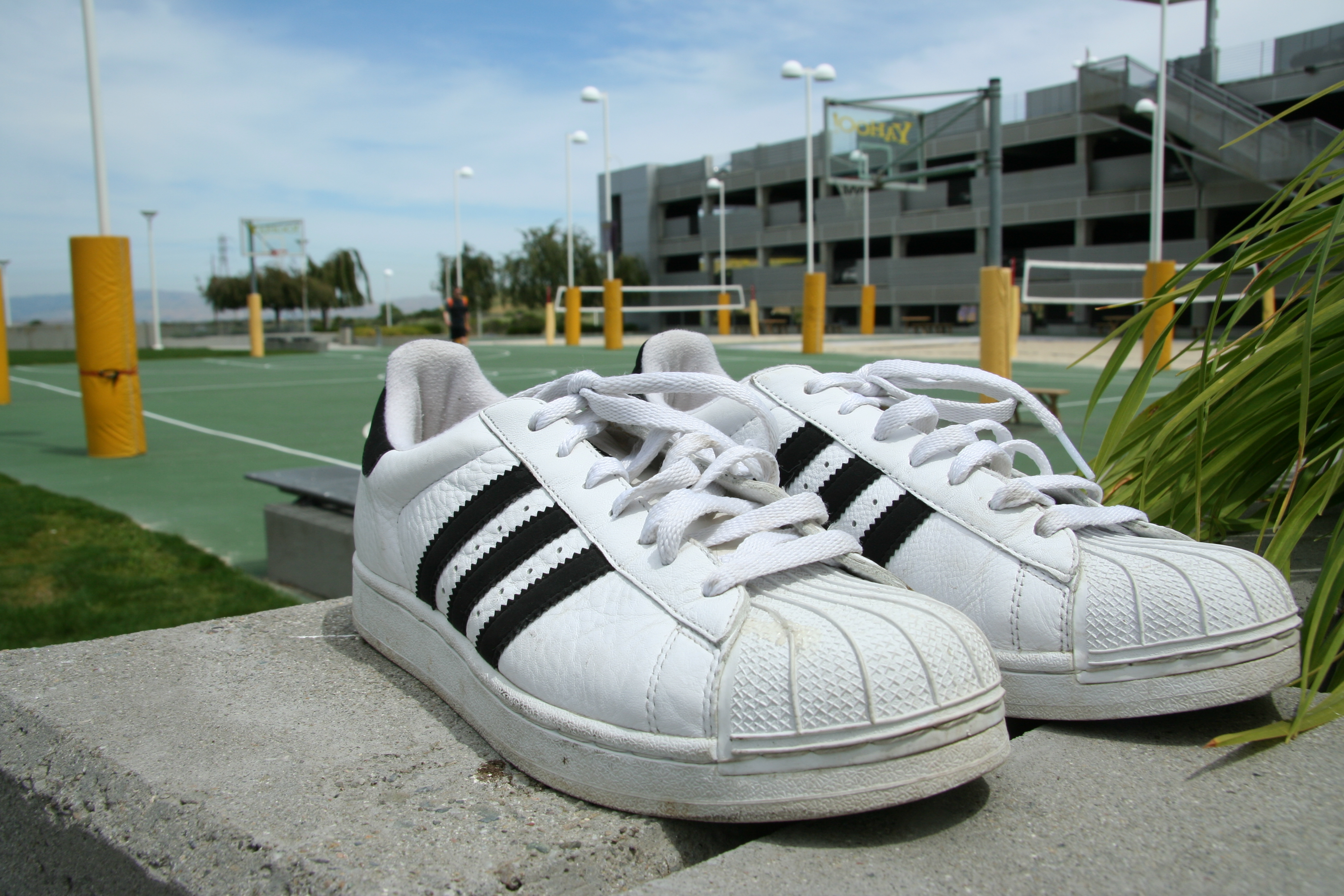
L'Adidas è stata uno dei principali clienti della TBWA durante gli anni 2000.

La campagna pubblicitaria della PlayStation (1996) aveva lo scopo di far emergere il prodotto della Sony in un mercato, quello delle console per videogiochi, all'epoca fortemente dominato da due sole aziende: SEGA e Nintendo. La scelta è quella di puntare su uno stile tagliente e d'impatto, facendo leva sul "cauto e sospettoso diciassettenne che c'è in ogni uomo". Tale scelta si rivelerà vincente e la pubblicità della TBWA contribuirà, almeno in parte, al notevole successo dell'apparecchio giapponese.
Gli annunci della Taco Bell (luglio 1997) impiegavano come testimonial un cane chihuahua parlante un po' psicotico. Il successo ottenuto della catena di ristoranti specializzata in cucina messicana è quello sperato. La trovata viene quindi sviluppata anche negli annunci degli anni successivi, fino a quando l'American Marketing Association non conferirà alla TBWA l'Effie Award nel 1999.
Anche lo spot della Nissan (1996) avrà un impatto significativo e verrà citato come il migliore dell'anno da periodici quali Time, USA Today, Entertainment Weekly e Rolling Stone.
È opportuno precisare, però, che questo periodo di transizione tra la fine degli anni novanta e l'inizio del nuovo millennio è tutt'altro che lineare, anzi è caratterizzato da varie vicissitudini.
Innanzitutto nel febbraio del 1999 Bill Tragos si ritira. E tale ritiro coincide con la creazione di un tavolo di direzione a livello globale (TBWA Worldwide).
Poi c'è il caso della TBWA\Chiat\Day. L'agenzia statunitense: prima perde la compagnia assicuratrice New York Life, un cliente storico; poi vince un account per i giochi olimpici di Sidney in Australia; e infine perde la Taco Bell che, nonostante i premi conquistati dalle pubblicità, decide di abbandonare l'agenzia dopo un periodo ritenuto deludente sotto il profilo delle vendite.
In un'ottica storica un po' più ampia, tuttavia, l'elemento di cambiamento più significativo è probabilmente quello che vede volgere la TBWA verso una nuova prospettiva: quella proposta dal commercio elettronico.
Tra le réclame più note realizzate dalla TBWA durante gli anni 2000 sono da citare in primis quelle per l'iPod (2004), che presentano silhouette nere su fondo colorato monocromatico di individui intenti ad ascoltare musica col lettore bianco della Apple (direzione creativa di Lee Clow). E poi: le caustiche pubblicità della PlayStation 2 (2003-2005), talvolta al limite della shockvertising; la serie di annunci per il tè Twinings, che all'evenienza può essere messo in infusione dentro un elmetto da muratore, dentro mezza matrioska, dentro una borsa dell'acqua calda, e così via (2003); le pubblicità che parafrasano la "vita da cani" dei cani per la Pedigree Dog Treats (2005); le pubblicità dei deodoranti per i piedi Ephydrol che invitano a rinunciare al calzino sporco come arma letale (2005); le pubblicità del binocolo Zeiss grazie al quale i soggetti sono più che ingranditi, sono ingrassati (2005 - tra le quali spicca un Marilyn Manson lottatore di sumo); e infine le innumerevoli pubblicità per l'Adidas.
Anche nell'ambito della pubblicità sociale è possibile citare altrettante campagne: quella di sensibilizzazione nei confronti dei senzatetto promossa dalla fondazione britannica del Big Issue (2003); quella di prevenzione nei confronti dell'AIDS promossa dall'organizzazione francese AIDES (2005); quella contro la violenza sui minori promossa dall'associazione tedesca Hänsel+Gretel (2005); quella contro il fumo promossa dall'associazione Young Lungs Against Tobacco (2005); quella contro la pirateria musicale promossa dalla EMI (2005).
Molti i premi vinti. In particolare, nel 2006, la TBWA/Parigi (sotto la direzione creativa di Erik Vervroegen) diventa "Agenzia dell'anno" al Festival internazionale della pubblicità di Cannes per la quarta volta consecutiva.
Mentre nel 2008 la TBWA viene nominata "Agenzia globale dell'anno" dalle riviste Advertising Age e Adweek.
Attualmente la TBWA possiede oltre 250 uffici dislocati in 77 paesi del mondo, per un totale di circa 12.000 impiegati.
In Italia è presente con una filiale a Milano (dal 1971) e una a Roma.